# Sery kwasowo-podpuszczkowe
Sery kwasowo-podpuszczkowe – rodzaj serów, w które powstają ze skrzepu mleka (żelu kazeinowego) uzyskanego przez zastosowanie zarówno kwasu (obniżenie pH), jak i enzymu podpuszczki.
W produkcji takich serów zwykle używa się odpowiednich kultur starterowych (bakterii fermentacji mlekowej produkujących kwasy organiczne, przede wszystkim kwas mlekowy) oraz stosunkowo niewielkiej ilości podpuszczki (10–100 razy mniejszej niż w przypadku serów podpuszczkowych).
Sery kwasowo-podpuszczkowe pod względem cech fizykochemicznych, zawartości wapnia i kwasowości są zbliżone do serów kwasowych.
Przykładem kwasowo-podpuszczkowego sera jest serek ziarnisty typu cottage cheese.